# Regolamento internazionale per prevenire gli abbordi in mare
Il Regolamento internazionale per prevenire gli abbordi in mare (nota anche come COLREG, COLREGs, RIPA o RIPAM) è un accordo multilaterale che stabilisce le regole di comportamento durante la navigazione.
Questa convenzione venne definita a Londra nel 1972, ma entrò in vigore solo nel 1977 (dopo esser stata approvata da tutti gli stati aderenti) e dispone di 41 regole (divise in parti A, B, C, D, E, F) e 4 allegati.

### Riferimenti normativi italiani
- Regio decreto 30 marzo 1942, n. 327, in materia di "Codice della navigazione" aggiornato.
- Decreto del presidente della Repubblica 28 giugno 1949, n. 631, in materia di "Regolamento per la navigazione interna".
- Decreto del presidente della Repubblica 15 febbraio 1952, n. 328, in materia di "Regolamento per l'esecuzione del Codice della navigazione (Navigazione marittima)" aggiornato.
- Gazzetta Ufficiale n. 48 del 17 Febbraio 1978 - Legge 27 Dicembre 1977 n. 1085 "Ratifica ed esecuzione della convenzione sul regolamento internazionale del 1972 per prevenire gli abbordi in mare, con annessi, firmata a Londra il 20 Ottobre 1972".

### Riferimenti normativi svizzeri
- Legge federale sulla navigazione marittima sotto bandiera svizzera all'art. 66 e all'art. 80.

### Riferimenti normativi internazionali
- Testo in lingua italiana del Regolamento internazionale per prevenire gli abbordi in mare (COLREG).
- (EN)  Testo in lingua inglese sul sito dell'IMO Archiviato il 13 gennaio 2017 in Internet Archive..